# Babybel
 (décembre 2015).
Si vous disposez d'ouvrages ou d'articles de référence ou si vous connaissez des sites web de qualité traitant du thème abordé ici, merci de compléter l'article en donnant les références utiles à sa vérifiabilité et en les liant à la section « Notes et références ».

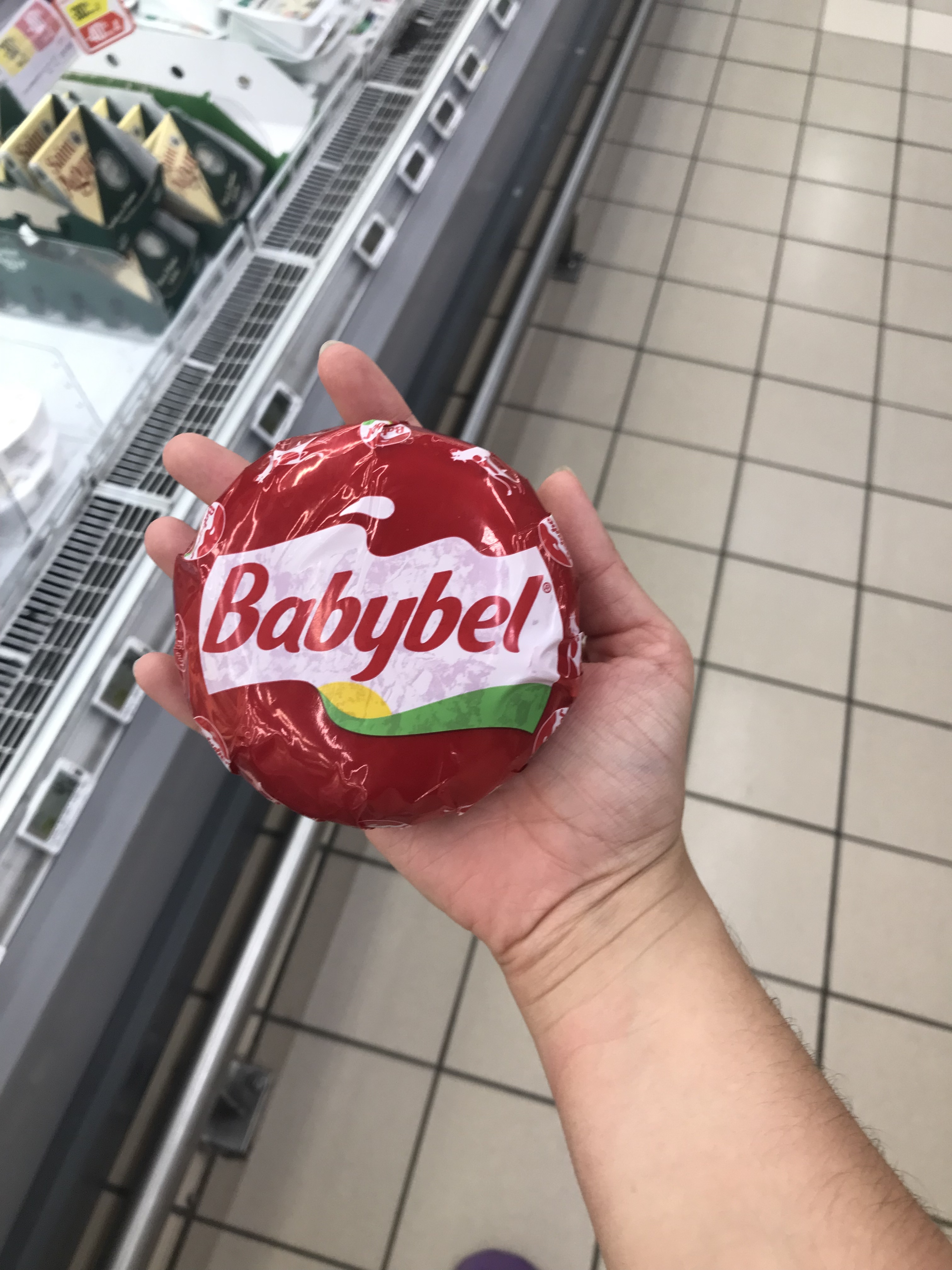
Babybel dans un supermarché de Grenoble

Babybel est la marque commerciale française d'une série de fromages industriels généralement enrobés de cire rouge. Cette marque est la propriété du groupe agro-industriel Bel.

## Histoire
Le premier fromage de la marque est créé en 1931 mais n’est commercialisé pour la première fois qu’en 1952[pourquoi ?], d'abord au niveau régional, puis dans toute la France à partir de 1964. Le Mini Babybel Rouge, produit phare de la marque, est lui commercialisé en 1976 et ouvre par la même occasion le marché des fromages en portion, dont la taille et le conditionnement les destinent à être facilement transportables.
En 1998, la gamme se diversifie avec un Mini Babybel à l’emmental à coque jaune, accompagné en 2006 par la sortie d'une version au chèvre, à coque verte. La même année voit également apparaître le Mini Babybel Light, un Mini Babybel allégé en matières grasses. Suivront les variétés en éditions limitées, comme le Mini Babybel Cheddar (édition anglaise commercialisée de septembre 2006 à février 2007) et le Mini Babybel Tomate-Basilic (édition Méditerranée commercialisée de mars à août 2007).
En 2013, le fabricant ajoute à sa gamme le Mini Babybel Gouda et le Mini Babybel Mini Caractère[réf. nécessaire].
En 2015, la marque Babybel est commercialisée dans 76 pays sur les cinq continents[réf. nécessaire].
Le groupe Bel est à l'origine d'un marché du fromage industriel à la saveur et à l'emballage particuliers en ciblant les enfants[réf. nécessaire].
La marque Babybel se fait connaître grâce à une publicité reprenant le thème de la chanson Marylène du groupe Martin Circus de 1975, pour ses consonances avec le nom de la marque (adaptation francophone du tube de Barbara Ann écrit en 1961 par le groupe The Regents).
En février 2022, le Groupe Bel annonce le lancement aux États-Unis d'un Babybel végan. Entourée de cire verte, cette version végétalienne est commercialisée depuis janvier 2022 en Angleterre.

## Fabrication

### Ingrédients
Les laits employés sont achetés aux éleveurs bovins et caprins sous formes réfrigérés et crus. Ils sont mélangés entre eux lors de la collecte puis, à l'usine, pasteurisés et standardisés avant d'être mis en œuvre pour fabriquer les fromages. Il arrive d'utiliser des fermentations de certains fromages, de les affiner et ensuite les faire fondre.
Le Mini Babybel Rouge se compose de lait standardisé et stérilisé (98 %), de sel, de ferments lactiques et de coagulant. Une portion de 22 g contient environ 140 mg de calcium (soit 18 % des apports journaliers recommandés et entre 16 et 19 % pour les autres déclinaisons).
Les autres préparations emploient les mêmes éléments dans différentes proportions et ajoutent parfois divers autres ingrédients : par exemple, le Mini Babybel Cheddar utilise du cheddar déclassé (94 %), de l'eau, le conservateur E234 et a une teneur en sel d'1,9 % ; le Mini Babybel Emmental utilise de l'emmental déclassé (20 %), de l'eau, du sel (1,5 %) ; le Mini Babybel Chèvre utilise des fromages au lait de chèvre (10 %), de l'eau, des arômes, le conservateur E202 et a une teneur totale en sel d'1,6 %.

### Cire
La marque Babybel est surtout connue grâce à sa coque de cire rouge qui s’ouvre à l’aide d’une languette. Une première couche de paraffine incolore protège le fromage et une seconde couche de cire colorée (selon la variété) est appliquée tout autour. Les autres couleurs de cire permettent de reconnaître les différentes variétés.

### Provenances géographiques des produits agricoles
Les laits utilisés pour la fabrication des fromages Babybel proviennent d’élevages situés dans l’Ouest de la France[réf. nécessaire].

### Lieux géographiques des productions fromagères
La première et principale usine de Babybel en France est celle d'Évron, en Mayenne. Le groupe Bel précise que 100 % des Mini Babybel commercialisés en France sont transformés au sein des usines Bel d'Évron et de Sablé-sur-Sarthe. En 2011, Bruno Casimir, directeur de l'usine de Sablé-sur-Sarthe, précise que 50% des fromages de l'usine sont exportés.

## Produits de la marque
- Mini Babybel Rouge (98 % de lait)
- Mini Babybel Bio
- Mini Babybel Mini Caractère (98 % de lait entier)
- Mini Babybel Emmental, fait à partir de fromages au lait pasteurisé dont 20 % d’emmental
- Mini Babybel Chèvre, fait à partir de fromages aux laits pasteurisés de vache et de chèvre
- Mini Babybel Gouda, fait à partir de fromages au lait pasteurisé dont 60 % de gouda
- Mini Babybel Light, avec 12 % de matières grasses
- Babybel Maxi, la version grand format du Mini Babybel (qui se décline en formats 200 g et 380 g)
- Babybel Végétal, à base d’huile de coco et d’amidon[4]
- Babybel Raclette